# Sphaerocera elephantis
Sphaerocera elephantis är en tvåvingeart som beskrevs av Hayashi 1990. Sphaerocera elephantis ingår i släktet Sphaerocera och familjen hoppflugor.
Artens utbredningsområde är Thailand. Inga underarter finns listade i Catalogue of Life.